# Конституція Словенії
Конституція Республіки Словенія (словен. Ustava Republike Slovenije) — основний закон Республіки Словенія.

## Поправки
За основу взяті були тексти Конституцій Німеччини й Австрії, а також Баварії
Підготовка документу розпочалася в серпні 1987 р. в Асоціації письменників Словенії, а після того, як коаліція «Демократична опозиція Словенії» отримала більшість у Асамблеї Соціалістичної Республіки Словенія у квітні 1990 р., то робота продовжилася над документом. Велика частина роботи була завершена в замку Подвін біля Радовлиці в серпні 1990 р. під керівництвом юриста Петера Ямбрека. І Конституція була прийнята Національною Асамблеєю Республіки Словенія 23 грудня 1991 р..
Від часу проголошення Конституції вносились поправки сім разів, серед яких є чотири основні поправки:.
- У липні 1997 р. іспанський компроміс узаконив продаж нерухомості іноземцям в рамках конвергенції з Європейським Союзом.
- У липні 2000 р. пропорційна система голосування була введена безпосередньо в Конституцію, щоб уникнути правового розриву, який загрожував відбутися після того, як Національні збори не затвердили закон щодо цього питання за дещо незрозумілими результатами референдуму: три системи голосування були запропоновані виборцям, але жодна з них не набрала абсолютну більшість. У оскаржуваному рішенні Конституційний суд Словенії постановив, що якщо буде прийнятий будь-який закон, то він повинен відповідати тому варіантові, що отримав відносну більшість серед електорату. У політичних подіях, що відбулися далі, час закінчувався, а зміна Конституції здавалася гарною втечею від статусу-кво.
- У березні 2003 р. була прийнята конституційна поправка, що дозволила передати певні юридичні повноваження міжнародним організаціям. Що дозволило б Словенії вступити до Європейського Союзу та НАТО, якщо на це була воля народу[5]. Референдум щодо цього питання відбувся 23 березня 2003 р.
- У червні 2006 р. до трьох статей Конституції було внесено зміни, щоб уточнити визначення — «державний орган», пояснити передачу державних функцій муніципальним органам влади та пояснити, як упорядкувати регіони та як у них уповноважені мають виконувати державні функції. Станом на квітень 2020 р. вони досі не встановлені.

## Зміст
1. Загальні положення
2. Права людини та основні свободи
3. Економічні та соціальні відносини
4. Державний устрій (відповідно до цього положення резервувалося два місця в Національних зборах, по одному для членів італійської та угорської національних громад)
5. Місцеве самоврядування
6. Державні фінанси
7. Конституційність та законність
8. Конституційний суд
9. Процедура внесення змін до Конституції
10. Перехідні та заключні положення